# I Vow to Thee, My Country
I Vow to Thee, My Country (En español: Te juro a ti, mi país) es un himno patriótico británico creado en 1921 cuando un poema de Cecil Spring (1859 – 1918) fue musicado por Gustav Holst. La melodía, extraída originalmente del movimiento "Júpiter" del suite de Holst de 1917 llamado Los Planetas, fue posteriormente llamada "Thaxted" por Holst.

## Historia
El origen de la letra del himno es un poema escrito por el diplomático Cecil Spring Rice, escrito en 1908 o 1912, y llamado "Urbus Dei" ("La Ciudad de Dios") o "Las Dos Patrias". El poema describe como un cristiano le debe sus lealtades tanto a su tierra natal como al cielo.
En 1908, Spring Rice fue enviado a la embajada británica en Estocolmo. En 1912, fue nombrado embajador a los Estados Unidos, donde influenció la administración de Woodrow Wilson para abandonar la neutralidad y unirse junto al Reino Unido en la guerra contra Alemania. Después del ingreso de los Estados Unidos a la guerra, fue llamado de vuelta al Reino Unido. Poco después de su salida de EE. UU., en enero de 1918, reescribió y renombró "Urbus Dei", alterando significativamente la primera estrofa para focalizarse en temas de amor y sacrificio en vez del "ruido de batalla" y el "trueno de sus armas" (versos de la primera estrofa), creando un tono más sombrío en vista de las terribles pérdidas de vida sufridas durante la Gran Guerra. La primera estrofa en ambas versiones invoca a Gran Bretaña (en la versión de 1912, antropomorfizada como Britannia con una espada y un escudo; en la segunda versión, simplemente llamada "mi país").
De acuerdo a la nieta de Sir Cecil, la estrofa reescrita de 1918 nunca tuvo el propósito de aparecer junto al primer verso original del poema, sino que debía reemplazarlo; aunque la primera estrofa original es a veces conocida como "la estrofa del medio rara vez cantada". El texto del poema original fue enviado por Spring Rice a William Jennings Bryan en una carta poco después de su muerte en febrero de 1918.
El poema circuló de manera privada durante algunos años hasta que fue musicado por Holst, con una melodía adaptada de su Júpiter para que encajara con los versos del poema. Fue interpretado como una canción unísona de orquestra en los principios de la década de 1920, y fue finalmente publicada como un himno en 1925/6 en Songs of Praise (hymnal) no. 188.

## Letra
I vow to thee, my country, all earthly things above,
Entire and whole and perfect, the service of my love;
The love that asks no questions, the love that stands the test,
That lays upon the altar the dearest and the best;
The love that never falters, the love that pays the price,
The love that makes undaunted the final sacrifice.
And there's another country, I've heard of long ago,
Most dear to them that love her, most great to them that know;
We may not count her armies, we may not see her King;
Her fortress is a faithful heart, her pride is suffering;
And soul by soul and silently her shining bounds increase,
And her ways are ways of gentleness, and all her paths are peace.

## Versión en español
En el Nuevo Himnario Adventista del Séptimo Día hay una versión del canto en español, es el himno 526 "Oh mi Patria, te prometo hoy".
Oh, mi patria, te prometo hoy humilde lealtad;
un servicio pleno y total brindado por amor;
un amor que se interesa, que soporta la aflicción,
que coloca sobre el altar lo amado y lo mejor;
un amor que nunca dudará en entregarse fiel;
un amor que no claudicará hasta vencer el mal.
Sé que hay otra Patria, celestial, de eterno gozo y paz.
Incontables son sus ángeles, sublime es su Rey.
Solo entrarán en ella los de puro corazón,
los que pacificadores son y sirven por amor.
Oh, Señor, que al vivir aquí te honre sin cesar;
y que pronto pueda ingresar en tu hogar feliz.